# Bernardino Fungai

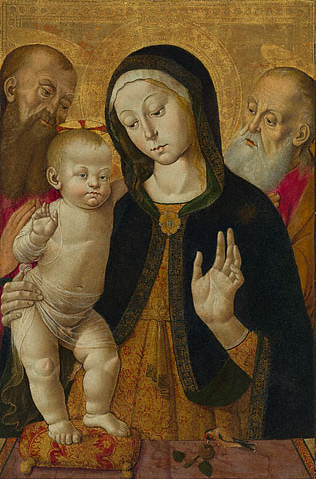
Madonna com o Menino e Dois Santos Eremitas, pintura de Bernardino Fungai

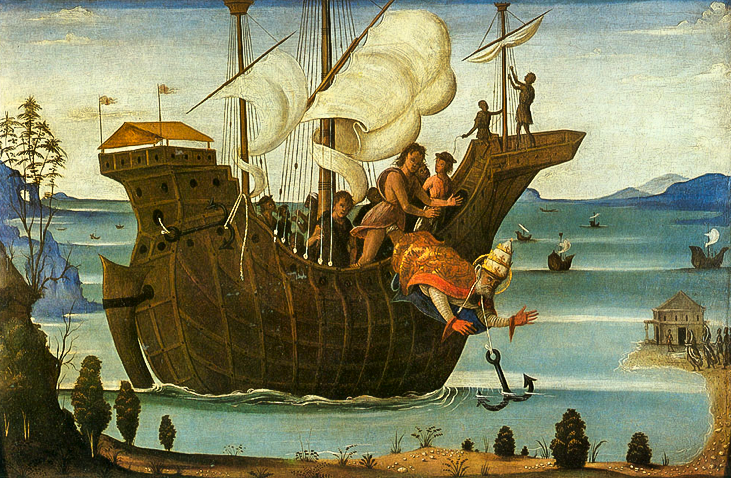
Martírio do Papa Clemente I, pintura de Bernardino Fungai

Bernardino Fungai (1460–1516) foi um pintor italiano, da escola sienesa.
Fungai terá estudado com pintores locais na sua cidade natal de Siena, apesar de muito pouco ser conhecido sobre a sua carreira. A sua pintura evidencia influências de pintores sieneses e também de Pietro Perugino. Em 1482, trabalhou na pintura de frescos na cúpula da catedral de Siena. Em 1494 foi encomendada a Fungai a decoração de estandartes em cores azure e dourado. Criou ainda um altar em 1512 para uma igreja de Siena. Colaborou com Francesco di Giorgio.

## Obras
- Virgem com o Menino, Museu de Belas-Artes de Chambéry
- Virgem com o Menino (1480), Getty Center
- O Sacrifício de Issac
- São Clemente batendo na Rocha sob o Cordeiro Divino
- Histórias da Vida de Cipião o Africano, dispersas por várias coleções privadas
- Retábulo do Santuário de Santa Catarina (Siena), em Siena